# متدثرة رئوية
المتدثرة الرئوية أو كلاميديا نيمونيا (الاسم العلمي: Chlamydia pneumoniae) هي نوع من البكتيريا يتبع جنس المتدثرة من الفصيلة المتدثرية.